# Выживание доброты
«Выживание доброты» (англ. The Survival of Kindness) — художественный фильм австралийского режиссёра Рольфа де Хира, главные роли в котором сыграли Мваеми Хуссейн, Дарсан Шарма и Дифти Шарма. Премьера состоялась 23 октября 2022 года на кинофестивале в Аделаиде, 17 февраля 2023 года картину показали на 73-м Берлинском кинофестивале.

## Сюжет
Главная героиня фильма — женщина, которую в клетке вывозят в пустыню и бросают. Она пересекает пустыню и горы и оказывается в городе, но там сталкивается с новыми угрозами.

## В ролях
- Мваеми Хуссейн — ЧёрнаяЖенщина[1]
- Дарсан Шарма — СмуглаяДевушка
- Дифти Шарма — СмуглыйПарень

## Премьера и восприятие
Премьера картины состоялась 23 октября 2022 года на кинофестивале в Аделаиде. 17 февраля 2023 года «Выживание доброты» показали на 73-м Берлинском кинофестивале в составе основной конкурсной программы, фильм получил приз ФИПРЕССИ.
На арегаторе рецензий Rotten Tomatoes фильм получил рейтинг одобрения 81 % на основе 16 обзоров со средней оценкой 7,3 из 10. Дэвид Руни, рецензент The Hollywood Reporter, похвалил игру Мваеми Хуссейн, написав: «Уверенное выступление Хуссейн говорит о многом, в основном без слов». Руни заявил: «Одним фильм покажется захватывающим, а другим отчуждённым; многие найдут его безжалостно мрачным, даже приводящим в бешенство своей способностью быть одновременно непрозрачным и очевидным».